# Холера
Вижте пояснителната страница за други значения на Холера.
Холера (на латински: cholera) се нарича тежко инфекциозно заболяване, предизвикано от бактерията Vibrio cholerae.
Характеризира се с интоксикация, поражение на тънкото черво, гастроинтестинални прояви, дехидратация, тежко протичане и висока смъртност. Предаването на болестта на хора става по фекално-орален механизъм, с водата, хранителните продукти и замърсени ръце. В най-тежките си форми холерата е една от смъртоносните известни болести, като е възможно заразен пациент да умре в рамките на три часа, ако не е подложен на лечение. В повечето случаи смъртта настъпва след 18 часа до няколко дни, ако пациентът не бъде рехидратиран. При холерата се наблюдава тенденция за епидемично и пандемично разпространение.
До началото на 19 век холерата е разпространена главно в Индия, като река Ганг е основният източник на заразата. От 20-те години на 19 век болестта се разпространява и в други страни, като предизвиква няколко пандемии с десетки хиляди жертви. Образувани са нови трайни вторични ендемични огнища в Африка и Латинска Америка. Жертвите на болестта само във Франция през 30-те години са около 100 хиляди души. В наши дни болестта е практически унищожена в Европа и Северна Америка, благодарение на пречистването и хлорирането на питейната вода. В наши дни смъртността при хората от холера се е увеличила на 9,13% за африканския континент.
Съгласно Международния санитарен правилник заболяванията холера, чума, жълта треска и вариола са включени в групата на особено опасните инфекции. Наричани са още карантинни или конвенционални болести, подлежащи на специален контрол от Световната здравна организация.

## Исторически сведения за заболяването
Холерата е заболяване известно на човечеството от няколко хилядолетия. Сведения за нея са открити в древни писмени паметници на индуската литература. На хинди холерата се нарича Mari, което означава смъртоносна болест. Предполага се, че Хипократ е кръстникът на заболяването. На древногръцки холера е словосъчетание на думите χολή (kholē) – жлъчка и ρέω (rheo) – „тека“. За произхода на името съществуват още две възможни обяснения: от еврейски език chaul + rah – „лоша болест“ и от хебрайски език: choli-ra – „злокачествена болест“.
Първото точно клинично описание е направено през 1543 г. от португалския лекар с еврейски произход Гарсия де Орта. Това става при епидемия от холера в Индия. За пръв път холерният вибрион е наблюдаван и описан през 1855 г. под името „извити вибриони" от италианския изследовател Филипо Пачини. Причинителят е изолиран от Робърт Кох през 1883 г. в Александрия, Египет, а година по-късно и в Калкута, Индия. През 1905 г. в карантинната станция „Ел Тор“ в Африка, Е. Готшлих и Ф. Готшлих изолират холерен вибрион, наречен El Tor, а през 1937 г. С. de Moor установява ролята му в протичаща на остров Сулавеси холерна епидемия. През 1962 г. на XV асамблея на СЗО биотип El Tor е приет и признат като холерен вибрион. През 1964 г. холерните вибриони са разделени на две групи: аглутиниращи и неаглутиниращи.
Родина на холерата е Индия. В басейна на реките Ганг и Брахмапутра съществува благоприятно съчетание на природни и социални условия, които формират холерата като ендемична чревна инфекция сред хората в този регион на света. От това ендемично огнище болестта периодично се е разпространявала към различни части на Азия. През 1817 г. обхваща и Европа, а оттам се разпространява към останалите континенти. Тази вълна на заболяването е наречена Първа холерна пандемия. След тази възникват още шест холерни пандемии. Човечеството е подложено на седмата холерна пандемия, която продължава от 1961 г. до днес и е обхванала много страни на Азия, Африка, Европа и Латинска Америка. Същата е причинена от холерния вибрион El Tor. Останалите холерни пандемии са както следва:
- 1829 – 1851 г. – Втора холерна пандемия. Пандемията започва от поречието на Ганг, преминава на север към Китай, през Урал навлиза в Европа, а от Лондон преминава в Новия свят.
- 1852 – 1860 г., – Трета холерна пандемия. Тя поразява основно населението на Русия.
- 1863 – 1875 г. – Четвърта холерна пандемия. Заболяването започва от Бенгалия. Оттук мюсюлмански поклонници го пренасят към Мека.
- 1881 – 1896 г. – Пета холерна пандемия. Заболяването отново тръгва от Индия към Европа. Интересен факт, е че през тази пандемия заболява и папа Лъв XIII. Излекуван е в болница в Рим.
- 1899 – 1923 г. – Шеста холерна пандемия. Заболяването първоначално поразява 800 000 души в Индия. Разпространява се към Близкия изток и Северна Африка. Оттам преминава в Източна Европа. Представлява сериозен бич по време на Балканските войни и Първата световна война.

Редица автори различават четири периода в разпространението на холерата:
- Първи период – до 1817 г. През този период холерата е ендемична само в Югоизточна Азия.
- Втори период – от 1817 до 1926 г. Холерата е разпространена пандемично в петте континента (първите 6 пандемии).
- Трети период – в периода 1926 – 1960 г. Разпространението на холерата се свива до рамките на ендемичното си огнище в Югоизточна Азия.
- Четвърти период – от 1961 г. насам. Холерата се разпространява отново по целия свят (Седма холерна пандемия).

С откриването на Vibrio cholerae биотип 0139 в Бенгалския залив през 1992 г. се е приело, че същият е пандемичен. Тогава специалистите предполагат, че започва осма холерна пандемия. Въпреки това обаче вибрион 0139 обхваща само десетина азиатски страни, а през 1996 г. е изолиран само в Колката и Мадрас.
В България холерата е била сериозен проблем шест пъти:
- 1831 г., внесена от Румъния;
- 1848 г., внесена през Цариград;
- 1854 г., по време на Кримската война, внесена през Варна;
- 1865 г., внесена през Цариград;
- 1912 – 1913 г., върлувала е сред българските войски на позициите при Чаталджа и сред населението на страната по време на Балканските войни като 60 372 души са заболели;
- 1914 – 1918 г., внесена през Румъния (заболели 845 души, починали 146).[4]

Последният случай от холера в страната е регистриран през 1921 г. (внесен случай).
През последните години в Европа заболяването е регистрирано на няколко пъти. През 1970 г. възникна холерна епидемия в Истанбул (заразени са 1185 души, от които умират 40). През същата година в СССР са заболели 720 души като 8 от тях умират. През 1973 г. в Италия заболяват 245 души, умират 25. Заболявания от холера в Европа са регистрирани още в Румъния, Албания, Русия, Украйна и Молдова. В останалите европейски страни случаите са внесени от други страни в резултат на заболели хора пребивавали извън своята страна.
В миналото фолклорът е сочел множество различни предполагаеми лекарства за холерата. Според основоположника на хомеопатията Самуел Ханеман, хомеопатичен камфор е използван успешно при епидемията в Неапол през 1854 – 1855 г. Съвременни индийски хомеопати твърдят същото и дори смятат, че това е довело до държавни субсидии на хомеопатията в Индия.

## Етиология
Причинителят на холерата се нарича Vibrio cholerae. Това е Грам-отрицателна, факултативно-анаеробна подвижна бактерия от род Vibrio на семейство Vibrionaceae. Ендемичният щам Vibrio cholerae, серовар 01 се подразделя на класически холерен вибрион (Vibrio cholerae biotype cholerae) и холерен вибрион Ел Top (Vibrio cholerae biotype eltor), сега наричани биовари. И двата биотипа притежават три серовара: Огава (Ogawa), Инаба (Inaba) и Хикошима (Hikoschima). Сега холерата се предизвиква и от Vibrio cholerae от серогрупа 0139.
Причинителите на холерата представляват пръчици с формата на запетая с размери 1,5 – 4 × 0,2 – 0,4 μm. Притежават една полярно разположена ресна, която им осигурява голяма подвижност. Те са аероби, с оптимална температура за развитие 37 °C, но се размножават и при температура от 10 до 40 °C и рН 8,5 – 9,2. Силно чувствителни са към дезинфекционни средства и висока температура. Вибрионите отделят ентеротоксин, който е основния причинител на клиничната картина на заболяването.

## Епидемиологични особености